# Hudżum

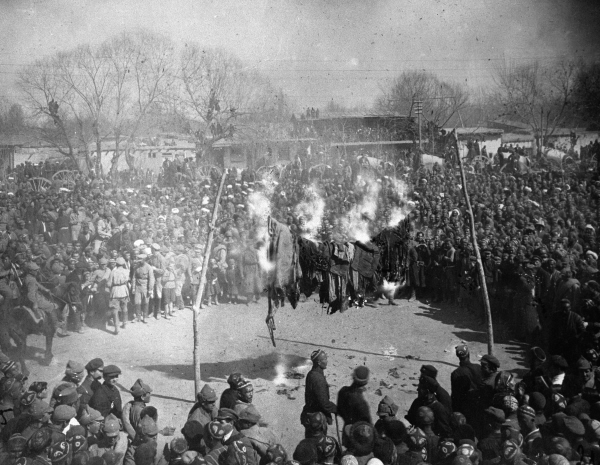
Ceremonia palenia woalek (czaczwanów) w Andiżanie podczas obchodów Dnia Kobiet, 8 marca 1927 r.

Hudżum (arab. ‏الهجوم‎,trb. al-hudżum, tłum. napad, ros. Худжум) – szeroko zakrojona kampania prowadzona przez Komunistyczną Partię Związku Radzieckiego celem walki z nierównością płci oraz konserwatywnymi postawami społeczeństw w środkowoazjatyckich republikach radzieckich. 
Dotyczyła ona powszechnych wśród miejscowych muzułmanów praktyk takich jak m.in izolowanie kobiet od społeczeństwa, zasłanianie twarzy kobiet, dziedziczenie kobiet jako własności po śmierci mężów, małżeństwa z nieletnimi oraz seks z małymi chłopcami. W jej ramach wprowadzono również alfabetyzację kobiet oraz wprowadzenie ich na rynek pracy.
Kampania została zainicjowana w Międzynarodowy Dzień Kobiet; 8 marca 1927. Była to zmiana w stosunku do wcześniejszej bolszewickiej polityki korenizacji, która wykazywała dużą tolerancję religijną dla mieszkańców Azji Środkowej.
Przez samych muzułmanów, hudżum było postrzegane jako kampania, poprzez którą osoby z zewnątrz (tj. Słowianie) usiłowały narzucić swoje wartości kulturowe rdzennej ludności tureckiej. W ten sposób woalka stała się wyznacznikiem tradycyjnej tożsamości kulturowej. Wielu lokalnych członków Partii odmawiało egzekwowania celów kampanii w ramach własnych rodzin. W wyniku działań zarówno środowisk reakcjonistycznych, w samym 1928 r. odnotowano 104 mordy na tym tle.
Z czasem kampania okazała się sukcesem: wskaźnik alfabetyzacji i aktywizacji pracowiczej kobiet wzrósł, podczas gdy częstość noszenia woalek zmniejszyła się. 
Część kobiet wróciła do tradycyjnego ubioru po upadku ZSRR i wzroście znaczenia islamistów.